# Phtheochroa hydnum
Phtheochroa hydnum es una especie de polilla de la familia Tortricidae. 

## Distribución
Se encuentra en Chihuahua, México.